# Orthopodomyia sampaioi
Orthopodomyia sampaioi is een muggensoort uit de familie van de steekmuggen (Culicidae). De wetenschappelijke naam van de soort is voor het eerst geldig gepubliceerd in 1935 door da Costa Lima.